# Década de Lutero

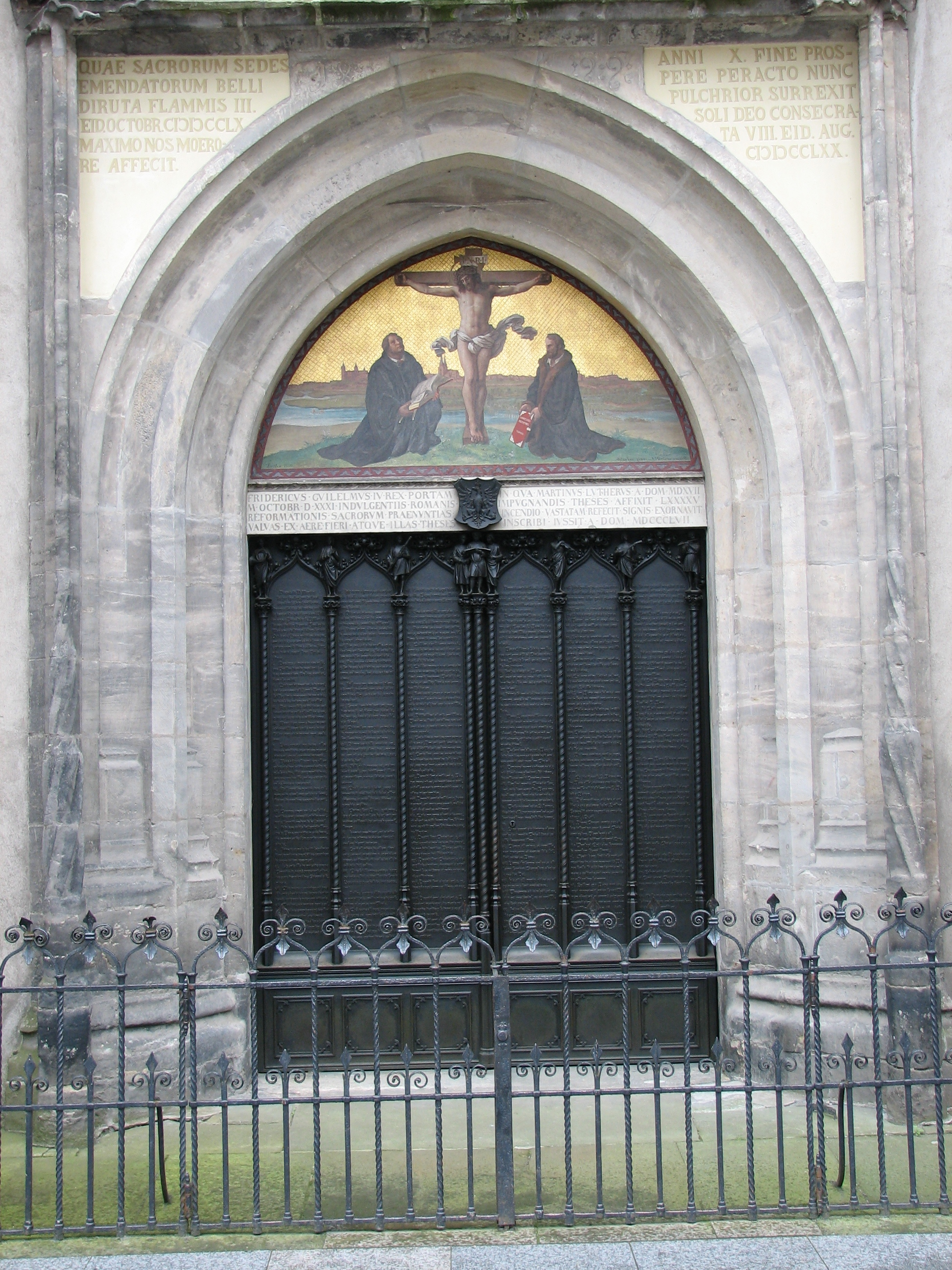
Puertas de la Iglesia del Palacio de Wittenberg.

La Década de Lutero  han sido una serie de eventos que comenzaron el 21 de septiembre de 2008 y cuyo objetivo era celebrar el 500 aniversario de la publicación de las  95 Tesis de Martin Lutero en el año 2017. En la Década de Lutero, la amplia gama de temas de la Reforma, se registra y se muestra cada año con un tema.

## Antecedentes y Proyectos
Las 95 tesis, fue una carta de Martín Lutero dirigida a la Iglesia de Roma, en la que desacreditaba la doctrina papal sobre las indulgencias. Esta publicación — según la tradición, clavada por Lutero en las puertas de la Iglesia del Palacio de Wittenberg el 31 de octubre de 1517-, desencadenó una discusión que finalmente llevó a la Reforma. Numerosos eventos se llevaron a cabo en las ciudades de Wittenberg, Eisleben, Erfurt, Torgau y Eisenach/castillo de Wartburg, todas ellas relacionadas con Lutero. La Federación Luterana Mundial (FLM)  estableció un centro en la Universidad de Wittenberg,  a través de la participación de las Iglesias en la Década de Lutero y garantizar la preparación para el 500 Aniversario. Por lo tanto, la difusión mundial de la Reforma, resaltó la importancia internacional de la Década de Lutero. Una expresión visible de esto se encuentra en el Jardín de Lutero, realizado en los terraplenes de Wittenberg en 2017, según los planos del arquitecto Andreas Kipar. El proyecto fue iniciado a través de la FLM en Ginebra, con la participación del Comité Nacional Alemán/Federación Luterana Mundial (DNK/FLM) y la Iglesia Evangélica Luterana Unida de Alemania (VELKD).
El 1 de noviembre de 2009, fueron plantados los primeros árboles por representantes de las comuniones cristianas y de las iglesias de Alemania, Italia y Rumanía.
El Consejo de la FLM decidió participar en los eventos ecuménicos internacionales el 31 de octubre de 2017 en Wittenberg.
Para el índice de importancia del Quincentenario subrayar, también la participación del Gobierno Federal con Kabinettsbeschluss de 20 de febrero de 2011 en la preparación y organización del aniversario. La representante del gobierno federal de Cultura y Medios de comunicación, fue la encargada de elaborar y coordinar las Medidas del gobierno Federal para la Preparación y Ejecución del Quincentenario.

## Temas anuales de la Década 2008-2017
En 2008, apertura de la Década de Lutero
En el otoño de 1508, llegó Martin Lutero, por primera vez, a Wittenberg, el lugar principal de su trabajo. Quinientos años después, en septiembre de 2008, se realizó la apertura solemne de la "Lutherdekade" en la iglesia del castillo de Wittenberg.
En 2009, la Reforma y la Confesión
Juan Calvino es considerado como un "padre fundador" de la Reforma Protestante, en todo el mundo, aproximadamente 80 millones de miembros. En su 500 aniversario, se contempla, entre otras cosas, su comprensión de iglesia y su ética. Liderando el camino hasta el día de hoy también es el Compromiso del Presidente Teológica de la Declaración antes de los 75 Años.
En 2010 la Reforma y la Educación
En el 450 aniversario de la muerte de de Felipe Melanchthons, el "Preceptor Germaniae" ("el Maestro de Alemania"), invita a la discusión con el Bildungsimpulsen de la Reforma: la Democratización de la Educación, la Unidad de la Fe y de la Educación y de la Fundación de Educación general.
En 2011 Reforma y Libertad
La posición Christenmensch está en el Centro de la Reforma. El Bautismo es el Sacerdocio universal de todos los creyentes conectado. El caminar erguido, la Palabra de Dios y, al mismo tiempo, la solidaria entrega al prójimo, son los dos polos de la Reforma.
En 2012 Reforma y Música
La Reforma puso las bases de la cultura musical, de las congregaciones hasta las casas. Para ello disponemos de compositores como Bach, Schütz, Telemann y Händel, pero también la de Thomanerchor 2012, su 800 aniversario. Es esta rica tradición se mantenga vivo y nuevos modos de experimentar.
En 2013 Reforma y Tolerancia
Ecuménico Común nacionales o religiosas Límite es un Derecho de la "Lutherdekade" 450 Años después de la Conclusión del Concilio de Trento (1563), y 40 años después de la Leuenberger Konkordie como Testimonio del ecumenismo entre los propios protestantes (innerprotestantischen). Además, el debate de la intolerancia en la Reforma.
En 2014 Reforma y Política
Autoridad y Responsabilidad, la Fe y el Poder, la libertad de Conciencia y los derechos Humanos son sujetos de la Reforma y, al mismo tiempo, la presencia de una amplia discusión en la Iglesia y la Sociedad se merece.
En 2015 Reforma - Imagen y Biblia
Con motivo del 500 aniversario de Lucas Cranach d. J. viene el Arte de la Reforma, en la Mirada. La Reforma fue también una Mediática. Una nueva Palabra y el Lenguaje surgió. Debe tratarse de "Imágenes" de la Fe hoy en día, y como este Mensaje a través de los Medios de comunicación, la Imagen y el Lenguaje que se comunica. A principios de Año trajo el fabricante de juguetes geobra con Relación con el año Jubilar de 2017, un Playmobil-Lutherfigur en el Mercado.
En 2016 la Reforma y el Mundo
Desde Wittenberg se extendió la Reforma a todo el mundo. Más de 400 millones de protestantes de todo el mundo, unen su existencia espiritual y religiosa. 
En 2017 Quincentenario
El Quincentenario de la Reforma, se celebra en todo el mundo, como la culminación de la Década de Lutero con eventos religiosos y culturales, reuniones, conferencias y grandes exposiciones.